# Квинт, Владимир Львович
Владимир Львович Квинт (род. 21 февраля 1949 г.) — горный инженер-электрик, доктор экономических наук, профессор политической экономии, иностранный член Российской академии наук. Лауреат высшей награды Московского государственного университета — премии имени М. В. Ломоносова I степени за научные работы: за цикл работ «Теория стратегии и методология стратегирования». Заслуженный работник высшей школы Российской Федерации. Кавалер ордена Александра Невского, ордена Почета, ордена Дружбы. Лауреат Государственной Премии Республики Узбекистан в области науки и техники.

## Ранние годы
Окончил железнодорожную школу в Красноярске. Позже переехал в Заполярье, в г. Норильск. В возрасте 14 лет начал трудовую деятельность в промышленности. Основное образование получил параллельно с профессиональной деятельностью и занятиями спортом (боксом). В 1972 г. окончил Красноярский институт цветных металлов и получил квалификацию горного инженера-электрика. В 1975 г. окончил очную аспирантуру Московского института народного хозяйства им. Г. В. Плеханова; в 26 лет защитил диссертацию на тему: «Организация и этапы управления автоматизацией цветной металлургии», и ему была присвоена степень кандидата экономических наук. В 1982 г. окончил докторантуру Института экономики АН СССР, а в 38 лет в этом же институте защитил докторскую диссертацию. В 40 лет — присвоено ученое звание профессора по кафедре политической экономии, в 57 лет — избран в Российскую академию наук Иностранным членом. Решением Учёного Совета Московского государственного университета В. Л Квинту присуждена высшая награда Московского университета — Премия имени М. В. Ломоносова за научные работы I степени: За цикл работ «Теория стратегии и методология стратегирования».

## Профессиональная деятельность в промышленности

### Норильский горно-металлургический комбинат
Несмотря на приглашение работать преподавателем вуза в Москве, В. Л. Квинт вернулся в Норильск, где основал и стал первым начальником
сектора Организации управления Норильского горно-металлургического комбината им. А. П. Завенягина (1975—1976 гг.) — крупнейшего российского предприятия (150000 работников) и в настоящее время крупнейшего в мире производителя никеля, кобальта, платины, палладия. Под его руководством была разработана первая Генеральная организационная структура управления комбинатом, ориентированная на стратегию производства конечного продукта. Теоретические результаты этой работы были опубликованы в Москве в 1976 г. в книге «Ускорение технического развития производства», которая была удостоена Всесоюзной ежегодной премии Лучшего произведения научно-популярной литературы.

### «Сибцветметавтоматика»
В 1976 году В. Л. Квинт был выдвинут на должность заместителя генерального директора и главного экономиста Научно-производственного
объединения «Сибцветметавтоматика», которое осуществляло автоматизацию цветной металлургии СССР. В этом НПО, насчитывающем несколько тысяч работников, он был ответственным за экономическую стратегию, планирование, финансирование, организацию труда и заработной платы, нормирование и учёт. Под его экономическим руководством НПО стало, несмотря на излишние ограничения советской плановой системы, одним из первых высокоприбыльных предприятий СССР. Параллельно В. Л. Квинт являлся научным руководителем экономической лаборатории прогнозирования цветной металлургии, золота и алмазодобычи Министерства цветной металлургии СССР, которая подготовила стратегии и прогнозы промышленности цветных, благородных металлов и алмазов.

## Научная и профессорская деятельность

### Арктическая экономическая экспедиция поСеверному морскому пути1980 г. и другие морские экономические экспедиции
В 1978 г. В. Л. Квинт был приглашён академиком Абе́лом Ге́зевичем Аганбегяном в Академию наук СССР и избран по конкурсу заведующим сектором Региональных проблем научно-технического прогресса Института экономики и организации промышленного производства Сибирского отделения АН СССР. В тот период сибирскую экономическую школу возглавляли академики Абел Аганбегян и Нобелевский лауреат по экономике Леонид Канторович.
В связи с разработкой крупных региональных программ в 1979 г. председатель Сибирского отделения, вице-президент Академии наук СССР назначил В. Л. Квинта начальником экономических экспедиций. Некоторые из них были беспрецедентны. Например, в 1980 г. была осуществлена экспедиция по всем восьми морям Северного морского пути на кораблях и по прибрежной зоне — на вертолётах и вездеходах. Другая экономическая экспедиция прошла через три моря вдоль всего Тихоокеанского побережья России с целью оценки природных ресурсов и производительных сил региона (1981 г.). Результаты этих и других экспедиционных исследований, проведённых под руководством академиков А. Аганбегяна, А. Гранберга и В. Квинта, были положены в основы крупнейших региональных программ «Сибирь», «Дальний Восток», «Арктика».

### Исследовательская деятельность в Российской академии наук, МГУ (Москва), Австрии и США
Владимир Львович Квинт — член Секции экономики Отделения общественных наук Российской академии наук (РАН) с 2006 г. Работает в институтах РАН с 1978 г. В 1982 г. В. Л. Квинт был избран старшим научным сотрудником, а затем возглавил Сектор теории управления народным хозяйством и был избран ведущим научным сотрудником Института экономики Академии наук СССР (г. Москва). В течение 7 лет им были разработаны концепция двух глобальных закономерностей: регионализации и технологизации, категория региональной научно-технологической политики и её роль в стратегическом развитии, снижении бедности и экологической защите. В 1985 г. В. Л. Квинт подготовил диссертацию на соискание учёной степени доктора экономических наук на тему «Региональное управление научно-техническим развитием единого народно-хозяйственного комплекса». В 1986 г. В. Л. Квинтом был подготовлен доклад по организации сквозного планирования по стратегическим направлениям, представленный в Президиум Совета министров СССР. В докладе объяснялось, что без активизации научно-технологических факторов повышения качества и их мотивации СССР не имеет экономического будущего. В конце 1980-х им были разработаны основы теории региональных и мирового возникающих (формирующихся) рынков. В 1989 г. Владимиру Львовичу было присвоено учёное звание профессора политической экономии. В 1989—1990 гг. совмещал работу в Институте экономики АН СССР с проведением своих исследований новых рынков в Австрии, а затем в США, где, в основном, и закончил разработку основ теории Глобального формирующегося (возникающего -emerging market) рынка. За эти исследования позже он и получил международное признание. Ведущими научными издательствами США и Великобритании были опубликованы его книги и монографии «The Global Emerging Market in Transition» (Глобальный формирующийся рынок в переходный период −1999 г.; дополненное издание- 2004 г.), «The Global Emerging Market: Strategic Management and Economics», Routledge, 2009 (Глобальный формирующийся рынок: стратегическое управление и экономика — 2009 г.; на русском языке опубликована издательством «Бюджет» в 2012 г.), «Strategy for the Global Market. Theory and Practical Applications», Routledge, 2015, 2016 (Австралия)(Стратегия на глобальном рынке. Теория и практические приложения.).
С июня 2007 г. — заведующий кафедрой экономической и финансовой стратегии Московской школы экономики Московского государственного университета имени М. В. Ломоносова и директор Центра стратегических исследований Института математических исследований сложных систем МГУ им. М. В. Ломоносова (с февраля 2010 г.).
Научный руководитель Факультета экономики и финансов и заместитель председателя (в 2013—2023 — председатель) попечительского совета Северо-Западного института управления Российской академии народного хозяйства и государственной службы при Президенте Российской Федерации (Санкт-Петербург), научный руководитель магистерской программы кафедры стратегии регионального и отраслевого развития Кемеровского государственного университета. Заведующий кафедрой Индустриальной стратегии Университета науки и технологий МИСИС (2018 —2025). Образовательная программа по экономической и финансовой стратегии, разработанная под руководством В. Л. Квинта реализуется также в Кемеровском государственном университете, в  Дальневосто́чном федера́льном университе́те (ДВФУ) ,  Ереванском филиале МГУ, в Приморском университете (University of Primorska, г. Копёр, Словения), в Национа́льном  университете Узбекиста́на и́мени Мирзо Улугбека, в Навоийском государственном горно - технологическом университете (Узбекистан).
Главный научный сотрудник, член Учёного и Диссертационного советов Центрального экономико-математического института Российской академии наук.
Председатель диссертационного совета в МГУ имени М. В. Ломоносова (с 2017 г.). Член диссертационного совета Российского экономического университета имени Г. В. Плеханова (2018—2022 гг.). С 2014 г. — член Международного консультативного совета Ласальского университета (LaSalle University), Пенсильвания, США.
В. Л. Квинт- главный редактор двух международных научно-рецензируемых журналов из списка ВАК- «Экономика промышленности» (Russian Journal of Industrial Economics) и «Стратегирование: теория и практика» (Strategizing: Theory and Practice), член редколлегии журналов «Экономика и математические методы» (Economics and mathematical methods), «Экономический анализ: теория и практика»,"Экономическое возрождение России", «Review of Business and Economics Studies (ROBES)», «International Journal of Emerging Markets» и ряда других.

### Профессорство в Европе и Азии
С 1987 г. он выступал с докладами и лекциями по результатам своих исследований новых формирующихся рынков во многих странах Европы, Азии и Америки. Его приглашали в университеты и академические центры Монголии, Польши, Австрии, Швейцарии, Италии, Бельгии, Венгрии, Люксембурга, Китая, Великобритании, Испании и Германии. Среди них был доклад перед Президиумом Бельгийской Королевской академии наук (1989).
В 1988—1990 гг. он работал приглашённым профессором в Венском университете экономики и делового администрирования, имеющем более чем 100-летнюю историю.
В 2001 г. являлся почётным приглашённым профессором Влорского и Тиранского университетов Албании.
В. Л. Квинт представлял результаты своих исследований теории и методологии стратегирования, теории формирующихся рынков и читал лекции в университетах и научных центрах Абу-Даби, Австрии, Албании, Англии, Бахрейна, Бельгии, Болгарии, Бразилии, Венгрии, Германии, Италии, Испании, Казахстана, Канады, Китая, Кыргызстана, Латвии, Литвы, Молдавии, Польши, Приднестровья, Сербии, Словении, США, Тайваня, Туркменистана, Турции, Узбекистана, Украины, Уругвая, Хорватии, Швейцарии, Швеции, Шотландии, Эстонии, Южной Кореи. В 2009 г. Лондонская школа экономики и политических наук пригласила Владимира Квинта для публичного представления результатов его исследований глобального формирующегося рынка. В 2010 г. он выступал в Парламенте Шотландии, а в 2009—2013 гг. его приглашали выступать с актовыми лекциями в Эдинбургский университет и в Имперский колледж Лондона.
С 2019 г. В. Л. Квинт является Почетным приглашённым профессором стратегии Школы экономики Шанхайского университета.

### Профессорская деятельность в США
В 1989—1990 гг. профессор Квинт провёл ряд лекций и консультаций в нескольких университетах, исследовательских институтах и ведущих корпорациях США, в том числе в Гарвардском университет. Первая профессорская должность В. Л. Квинта в США была в отделе Международной экономики Бэбсон Колледжа (Массачусетс), мирового лидера в изучении предпринимательства. Затем, с 1990 г. и до осени 2004 г., он являлся профессором систем управления и стратегии международного бизнеса (с концентрацией на стратегии бизнеса) Высшей школы бизнеса Фордемского университета в Нью-Йорке, а параллельно — с 1995 до 2000 гг. — был адъюнкт-профессором международной бизнес-стратегии Высшей школы бизнеса им. Стерна Нью-Йоркского университета. Он развил основные элементы теории Глобального формирующегося рынка и Общей теории стратегии и представлял их на многих конференциях; опубликовал 11 книг и несколько статей в ведущих деловых и академических журналах и газетах США. За эти исследования в 1997 г. В. Квинт был удостоен звания «Почетный доктор университета Бриджпорт» (1997 г.) и премии им. Фулбрайта по экономике (2001 г.), США. В 2004—2007 гг. он являлся профессором международного бизнеса в Бизнес Школе им. Когода Американского университета в г. Вашингтоне. В течение этого периода он преподавал следующие курсы: «Основы стратегии международного бизнеса», «Глобальный рынок», «Стратегическое управление экспортно-импортными операциями», «Сравнительные системы стратегического управления», а также разработал и вёл курс «Глобальный возникающий рынок» для особо успевающих студентов. В 2006—2016 гг. — адъюнкт-профессор стратегии международного бизнеса Ласальского университета в Пенсильвании, где читает курсы: «Стратегия бизнеса» и «Глобальный формирующийся рынок».

### Консультационная практика и управленческая деятельность в США, Европе, Азии и России
В 1989—1995 гг. профессор Квинт являлся экономическим консультантом «General Electric Corporation», Cable and Wireless (Great Britain), «TIMEX Corporation», «TOSCO Corp»., «Engelhard Corporation», а также «Skadden, Arps, Slate, Meagher & Flom», and «Hogan and Hartson» — двух крупнейших юридических фирм мира. В 1992—1998 гг. являлся создателем и руководителем Департамента возникающих рынков «Артур Андерсен», в то время крупнейшей профессиональной аудиторской и консультационной фирмы мира. Эта работа предоставила ему возможность изучения возникающих рынков Латинской Америки, Азиатско-Тихоокеанского региона и Восточной Европы, а также применения его теории на практике. В 1997—2000 гг. являлся членом Совета директоров компании «PLD Telecom» (позже слившейся с «Metromedia International Telecom Inc».), акции которой были представлены на «NASDAQ» и Toronto Stock Exchange. В 2006—2010 гг.— консультант по стратегии глобальной компании «CISCO». Его консультационная практика и управленческая работа всегда использовались как продолжение преподавательской и исследовательской деятельности. Профессор Квинт являлся главой Саммита институциональных инвесторов Всемирного конгресса экономического развития (г. Вашингтон, 1995 г.), Саммита управления глобальными рисками Всемирного конгресса экономического развития (г. Вашингтон,1996 г.),Международного банковского конгресса US -CIS and Baltics, (Нью-Йорк, 1997).
В 1991—1992 гг. и в 1997—1998 гг. был экономическим советником Президента Генеральной Ассамблеи ООН. В 1996—2001 гг. являлся экономическим советником царя Болгарии Симеона II и готовил для него экономическую программу. В 2001 г. царь вернулся в Болгарию и был избран премьер-министром. В 2001—2005 гг. В. Л. Квинт являлся советником Президента, а затем Правительства Албании.
С 2002 г. возглавлял Экономический совет Госкомспорта России, а с 2004 по 2008 г. — Экономический совет Росспорта. В 2009—2017 гг. — был председателем Экспертного совета по физической культуре и спорту Комиссии по спорту Совета Федерации, (в 2013—2017 гг. — этот Экспертный совет действовал при комитете по социальной политике) Совета Федерации России.
В 2007—2013 гг. — Владимир Квинт являлся членом Международного комитета по присуждению премии «Глобальная энергия».
В 2017—2021 гг. — заместитель председателя Экспертного совета при Комитете Государственной Думы по физической культуре, спорту, туризму и делам молодёжи.
В 2013—2014 гг. — член Коллегии Министерства регионального развития Российской Федерации. Был членом советов директоров нескольких компаний и банков.
В 2011—2019 гг. член президиума Экономического совета при Губернаторе Санкт-Петербурга. Также в 2012—2018 гг. принимал активное участие в разработке и принятии Стратегии экономического и социального развития Санкт-Петербурга до 2030 года (так называемая Стратегия-2030), которая была оценена Минрегионразвития РФ, как «эталонная», а сам В. Л. Квинт назвал документ «пионерным для страны». Затем эта стратегия была переработана в Стратегию социально-экономического развития Санкт-Петербурга до 2035 г. и утверждена в виде регионального закона. С 2020 г. член президиума Экономического совета при губернаторе Кемеровской области — Кузбасса.
В 2018 г. творческий коллектив учёных Центра стратегических исследований Института математических исследований сложных систем (ИМИСС) МГУ имени М. В. Ломоносова, МШЭ МГУ, Центрального экономико-математического института РАН и Северо-Западного института управления РАНХИГС под научным руководством В. Л. Квинта разработал Стратегию развития водоснабжения и водоотведения Санкт-Петербурга до 2035 г. и на более длительную перспективу. В 2019 −2020 гг. коллектив ЦСИ МГУ совместно с учеными и специалистами других организаций, разработал Стратегию социально-экономического развития Кузбасса до 2035 г. и на более длительную перспективу и Стратегию водоснабжения, водоотведения и водного баланса Республики Узбекистан на период до 2035 г., а также методологию стратегирования ГУП «Петербургский метрополитен».
В. Л. Квинт член Общественной палаты Московской области в 2017—2021 гг. С 2022 г. — член Президиума Международного Союза экономистов, член Правления Вольного Экономического Общества России.
С 2016 г. в гимназиях, средних школах, колледжах и кадетских училищах России, Армении, Белоруссии и Узбекистана работает сообщество «Школы юных стратегов Владимира Квинта».

## Результаты исследований и прогнозов
Более 50 лет научной деятельности В. Л. Квинта были посвящены созданию теории нового регионального экономического развития, теории формирующихся (возникающих) рынков, общей теории стратегии и методологии стратегирования. Среди его достижений можно выделить следующие:
- Методология стратегирования,
- Разработка общей теории стратегии,
- Теория глобального формирующегося (возникающего) рынка,
- Теория регионализации научно-технического прогресса,
- Оценка роли научно-технической стратегии в региональной экономике,
- Развитие методологии региональных стратегических программ,
- Системное стратегирование на формирующихся (возникающих) рынках
- Разработка экономических перспектив и стратегии производства и распределения этанола и других видов биотоплива.

«Хотя его стратегический анализ и прогнозы достоверны, но нередко дискуссионны, а часто и критикуемы, оглядываясь назад, можно с уверенностью сказать, что они были точными и сущностными. И действительно, становится очевидным, что его прогнозы полностью основаны на детальном анализе фактов» («Forbes Global», 24 января, 2000, с.24).
«В своей замечательной книге „Стратегическое управление и экономика на глобальном формирующемся рынке“ Владимир Квинт предстает перед нами как мыслитель, сделавший удивительную карьеру. Эта книга — сокровищница лучших стратегических мыслей, накопленных в течение прошедшего столетия, в которой представлено богатство прошлого и настоящего опыта, иллюстрирующего и подтверждающего авторское видение экономического динамизма всего мира. Владимир Квинт в конкретных терминах излагает роль творческого мышления в процессе формирования успешных экономик. Книга станет источником вдохновения для экономистов, изучающих формирующиеся рынки». (Профессор Эдмунд Фелпс (Edmund S.Phelps), лауреат Нобелевской премии по экономике 2006 г., «Колумбийский университет, Нью-Йорк.

## Список опубликованных работ
В. Л. Квинт является автором 58 книг, монографий и около 380 статей. Многие из них были опубликованы и переведены в ряде стран мира, включая журнал Форбс» («Forbes»), «Гарвард Бизнес Ревью» («Harvard Business Review»), «Институциональный инвестор» («Institutional Investor»), «Бухгалтерский Журнал» («Journal of Accountancy»), «Интернешнл Экзекьютив» («International Executive»), «Нью-Йорк Таймс» («The New York Times»), «Таймс» (Лондон) («The Times»), «Ди Прессе» (Австрия) («Die Presse»), «Вопросы экономики» (Москва), «Новое Время» (Москва) и другие. Одна из его книг, «The Global Emerging Market in Transition», стала предметом специальной научной конференции в штаб-квартире ООН в Нью-Йорке 19 февраля 1999 г. Вышло в свет уже 8 изданий этой книги. В 2003 г. издательство «Блумберг Пресс» («Bloomberg Press») опубликовало книгу «Investing under Fire:Winning Strategies» («Инвестирование под огнём: победные стратегии»). Эта книга написана в соавторстве с выдающимися людьми: генералом Уисли К. Кларком (Wesley K. Clark), послом Денисом Россом (Dennis Ross) и вице-президентом «Голдман Сакс Интернешнл», Робертом Д. Хорматсом (Robert D. Hormats). В этой книге В. Квинт пишет о расчёте риска прямых иностранных инвестиций в страны, находящиеся в чрезвычайных периодах. В 2009 г. в ведущем мировом издательстве Routledge опубликована его монография «The Global Emerging Market:Strategic Management and Economics» («Глобальный формирующийся рынок: стратегическое управление и экономика») , вышедшая одновременно в Нью-Йорке и Лондоне. 9 февраля 2009 г. эта книга была предметом симпозиума Экономического и социального совета ООН (The United Nations Economic and Social Council (ECOSOC) и её выводы рекомендованы к реализации. 5 октября 2009 г. результаты своих исследований В. Квинт представил в публичной лекции в Лондонской школе экономики (London School of Economics), а затеи во многих университетах и научных центрах мира. В 2015 г. также издательством Routledge опубликована в Нью-Йорке и Лондоне монография Квинта «Strategy for the Global Market: Theory and Practical Aplications» («Стратегия на глобальном рынке: теория и практические практическое применение»). Вышло в свет 6 изданий данной монографии. Презентации книги состоялись в Колумбийском университете в США и в Университета Приморска Приморском университете) в Словении. В Московском государственном университете имени М. В. Ломоносова презентацию книги открыл ректор МГУ академик Садовничий Виктор Антонович, а вёл академик Некипелов Александр Дмитриевич. Презентацию в Северо-Западном институте управления Президентской академии открыли директор Института профессор Шамахов Владимир Александрович и вице-губернатор Санкт-Петербурга Албин Игорь Николаевич. В 2023 г.монография В. Квинта и С. Бодрунова «Strategizing Societal Transformation: Knowledge, Technologies, and Noonomy» опубликована в США, Канаде и Великобритании издательством «Apple Academic Press» (ISBN 978-1-77491-422-9). Также переведена на иврит и опубликована в Израиле.
Книги В. Л. Квинта изданы в СССР, России, Австралии, Албании, Армении, Великобритании, Германии, Израиле, Италии, Канаде, Китае, Кыргызстане, Монголии, Польше, Сингапуре, Словении, США, Узбекистане, Швеции.

### Некоторые книги В. Л. Квинта
- Совершенствование подготовки производства продукции на промышленных предприятиях. — Красноярск: Знание, 1974 , 23 с.
- Справочник экономиста промышленного предприятия. (соавтор). — Москва: Экономика, 1974.
- Ускорение технического развития производства. — Москва: Знание, 1976, 64 с.
- Промышленные роботы ( классификация, внедрение, эффективность). — Красноярск: Знание, 1978, 23 с.
- Научно-технический прогресс и экономика Красноярского края. (соавтор). — Красноярск: Красноярское книжное издательство, 1979, 136 с.
- Программно- целевое управление научно-техническим прогрессом в регионе. — Красноярск: Знание, 1979, 22 с.
- The Problems of the Elaboration of the Scientific and Technical Programs. The Experience of the Krasnoyarsk Territory. — Novosibirsk: USSR Academy of Sciences. Siberian Branch, 1980,16 pgs. (English).
- Внедрение и эксплуатация систем автоматизации: региональный экономический аспект. — Москва: Знание, 1981, 64 с.
- Красноярский эксперимент. (в соавторстве с М. М. Гуртовым). — Москва: Советская Россия, 1982, 192 с.
- Экономические проблемы развития территориальных научно-технических комплексов. (соавтор и научный редактор). — Москва: Институт экономики АН СССР, 1982, 220 с.
- Над нами Полярная звезда. — Москва: Советская Россия, 1984, 192 с.
- Управление научно-техническим прогрессом: региональный аспект. — Москва: Наука,1986, 216 с.
- Предприятие — отрасль — регион. Экономическая и научно-техническая информация. (в соавторстве). — Москва: Финансы и статистика, 1987.
- Научно-техническое развитие экономики Дагестана. (в соавторстве с М.Г. Гамзатовым и З.К. Юзбековым). — Махачкала: Дагестанское книжное издательство, 1988, 144 с.
- Rozwoj Spoleczno - Gospodarczy Republik Zwazkowych ZSRR  (Межреспубликанские отношения в СССР). — Варшава, 1988, 33 pgs. (Polish)
- The Barefoot Shoemaker: capitalizing on the new Russia. — New York: Arcade Publishing, 1993. 234 pgs. ISBN 1-55970-182-X (English.)
- Emerging Market Investments. (соавтор). — Лондон: DRI/McGraw-Hill, 1996. (English)
- Creating and Managing International Joint Ventures. (в соавторстве). Вестпорт — Westport, США, Лондон: Quorum Books, 1996. ISBN 978-0899309705 (English)
- Emerging Market of Russia: Энциклопедический справочник инвестиций и торговли (автор, главный редактор). Нью-Йорк (также опубликована в Англии, Германии, Сингапуре, Австралии, Канаде): John Wiley&Sons, 1998. ISBN 978-0471178361 (English)
- The Global Emerging Market in Transition. Нью-Йорк: Fordham University Press , 1999 г. Paper back ed. — 2000. ISBN 9780823219032 (English)
- International M & A, Joint Ventures, and beyond. Doing the Deal. (Международные слияния и поглощения, совместные предприятия (в соавторстве). — Нью-Йорк, Сингапур, Торонто: John Wiley & Sons,Inc. 1998, 2002. ISBN 978-0471022428 (English)
- Investing under Fire: Winning Strategies. (Инвестирование под огнём: Победные стратегии.)(соавтор).—Принстон: Bloomberg Press, 2003. ISBN 1-57660-137-4 (English)
- The Global Emerging Market in Transition. — Second Extended Edition. Нью-Йорк: Fordham University Press, 2004. Уч. издание— 2006. ISBN 0823223485 (English)
- The Global Emerging Market: Strategic Management and Economics. — Нью-Йорк, Лондон: Routledge-Taylor & Francis, 2009. ISBN 978-0-415-98840-7 (English)
- Абрис стратегии. — Москва: Огонёк-Терра, 2009.
- Бизнес и стратегическое управление. — Санкт-Петербург: СПбГУП, 2010. ISBN 978-5-7621-0583-5
- Стратегическое управление и экономика на глобальном формирующемся рынке: - Москва: Бюджет, 2012. ISBN 978-5-9900421-6-2
- Стратегирование в современном мире. — Санкт-Петербург: СЗИУ РАНХиГС, 2014. ISBN 978-5-89781-510-4
- Strategy for the Global Marke: Theory and Practical Applications. — Нью-Йорк, Лондон: Routledge-Taylor & Francis, 2015, 519 pgs.,  ISBN 9781138892125 (English)
- The Russian Far East: Strategic Priorities For Sustainable Development). (в соавторстве). — Нью-Йорк: Apple Academic Press, 2016. ISBN 978-177188-465-5 (англ.)
- Терроризм и экстремизм: стратегическое негативное воздействие на экономику. — Санкт-Петербург: СЗИУ РАНХиГС, 2016. ISBN 978-5-98781-536-4
- Teorija in praksa strategije. — Копер, Словения: Издательство Университета Приморска, 2017. ISBN 978-961-6984-97-03 (словенский)
- К истокам теории стратегии. 200-летие издания теоретической работы генерала Жомини. — Санкт-Петербург: СЗИУ РАНХИГС, 2017. ISBN 978-5-89781-584-5
- Вглядываясь в будущее: изыскания пророков, предсказателей, лидеров и стратегов. — Санкт-Петербург: СЗИУ РАНХиГС, 2018. ISBN 978-5-89781-618-7
- Ku zrodlom teorii strategii. 200-lecie wydania pracy teoretycznej generała Jominiego.— Люблин, Польша: TEKST, 2018. ISBN 978-83-63693-29-09 (Polish)
- Стратегиялаш: назарияси ва амалиети. — Ташкент, TASVIR, 2018. ISBN 978-9943-4003-7-5 (узбекский, русский).
- Teoretyczne i metodologiczne podstawy Strategizing. — Варшава, Польша, Wydawnictwo Poznanie, 2019. ISBN 978-83-953065-0-1 (Polish)
- Концепция стратегирования. Том I.- Санкт-Петербург, СЗИУ РАНХиГС, 2019.- 132 с. ISBN 978-5-89781-628-6
- Teoria dhe Praktika e Strategjise (Manual Praktik). — Тирана, Албания, IPPM — Institutit per Politikat Publike dhe Mireqeverisjen, 2019. ISBN 978-9928-08-381-4 (албанский)
- Стратеги боловсруулах концепц. — Улан-Батор, Монголия, Монгол Улсын Шинжлэх Ухаан Технологийн Их Сургууль, 2019. ISBN 978-99978-67-90-2 (монгольский)
- Стратегия жургузуунун теориясы жана практикасы (дайджест). Ош, Кыргызстан, Максимум, 2019. (кыргызский).
- Концепция стратегирования. Том II.- Санкт-Петербург, СЗИУ РАНХиГС, 2020.— 164 с. ISBN 978-5-89781-655-2
- Концепция стратегирования.: монография. — Кемерово, Кузбасс, Кемеровский государственный университет, 2020.— 170 с. ISBN 978-5-8353-2562-7
- Konzepte der Strategie Impulse für Führungskräfte - Мюнхен, Германия, UVK Verlagsgesellschaft mbH, 2021. ISBN 9783739831053 (German)
- 《战略规划概观》(The Concept of Strategizing) — Шанхай, Китай, Shanghai University Press, 2021.— 230 с. ISBN 978-7-5671-4149-0/F (китайский)
- Стратегирование трансформации общества: знание, технологии, ноономика. /Монография/ — СПб.: ИНИР им. С. Ю. Витте, 2021. — 351 с. (в соавторстве с С. Д. Бодруновым). ISBN 978-5-00020-083-4
- Стратегическое лидерство Амира Тимура: комментарии к Уложению / В. Л. Квинт (предисл.,коммент.). СПб .: ИПЦ СЗИУ РАНХиГС, 2021. — 204 с.- (Серия «Библиотека стратега»). ISBN 978-5-89781-696-5
- Strategiczne przywództwo Amira Timura : komentarze do «Kodeksu» . Warszawa : Wydawnictwo Poznanie, 2021.— 256 с. ISBN 978-8-3953-0653-2 (польский)
- Амир Темурнинг стратегик етакчилиги: "Тузуклар"га изохлар / В. Л. Квинт (сузбоши, изохлар). — СПб. : ИПЦ СЗИУ РАНХиГС, 2021.— 224 б. —(«Стратег кутубхонаси» туркуми). ISBN 978-9943-7207-4-9 (узб.) DOI 10.5281/zenodo.5482696 (узбекский)
- Стратегийы теорийы гуыраентаем. Инаелар Жоминийы теоретикон куысты рауагъдыл 200 азы саеххаесты фаедыл (на осетинском языке) — М.: Издательский Дом «Бюджет», 2021.—52 с. ISBN 978-5-6046414-2-2, DOI: 10.34829/KARO.978-5-6046414-2-2 (осетинский)
- Амир Тимурду чыгаан стратег катары улуулугу: Мыйзамдык жоболор жыйнагына баяндамалар / В. Л. Квинт — Бишкек: КРСУнун басмасы Бишкек, 2022.—224 с. ISBN 978-9967-19-892-0, DOI: 10.36979/978-9967-19-892-0-2022 (кыргызский)
- Strategizing Societal Transformation: Knowledge, Technologies, and Noonomy. — Palm Bay, FL, США; Barlington, Канада, Abingdon, Великобритания: Apple Academic Press, 2023.— 206 с. ISBN 978-1-77491-422-9 (в соавторстве с С. Д. Бодруновым). (англ.)
- Դեպի ռազմավարության տեսության ակունքները.- Սանկտ Պետերբուրգ (Санкт-Петербург, Россия; Ереван, Армения), 2023. — 54 с. ISBN 978-5-89781-768-9 (армянский)
- עיצוב אסטרטגיה לטרנספורמציה חברתית: ידע, טכנולוגיות ונואונומיה מאת ולדימיר קווינט וסרגיי בודרונוב (Проектирование стратегии социальной трансформации: знания, технологии и ноономия). — Alouette Publications, Ramat Gan, Израиль, 2023. — 200 с.  ISBN: 978-965-92685-9-7 (в соавторстве с С. Д. Бодруновым) (иврит)
- Мудрость стратега.— Москва: Янико, 2024. — 144 с. ISBN 5-883-69-104-8
- Strategizzare le trasformazioni sociali: noonomia, sapere, tecnologia. —Sandro Teti Editore, Rome, Italy, 2024.- 256 pgs. ISBN 9788831492911 ( в соавторстве с С. Д. Бодруновым) (итальянский)
- 追溯战略理论的起源 (To Sources of the Theory of Strategy).—Shanghai University Press, Shanghai, China, 2025. —56 pgs. ISBN 978-7-5671-5273-1 (китайский)

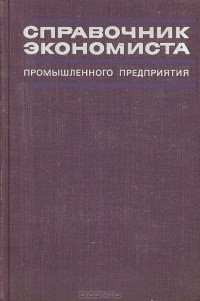
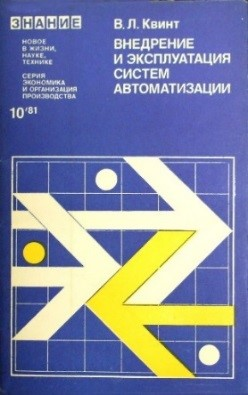
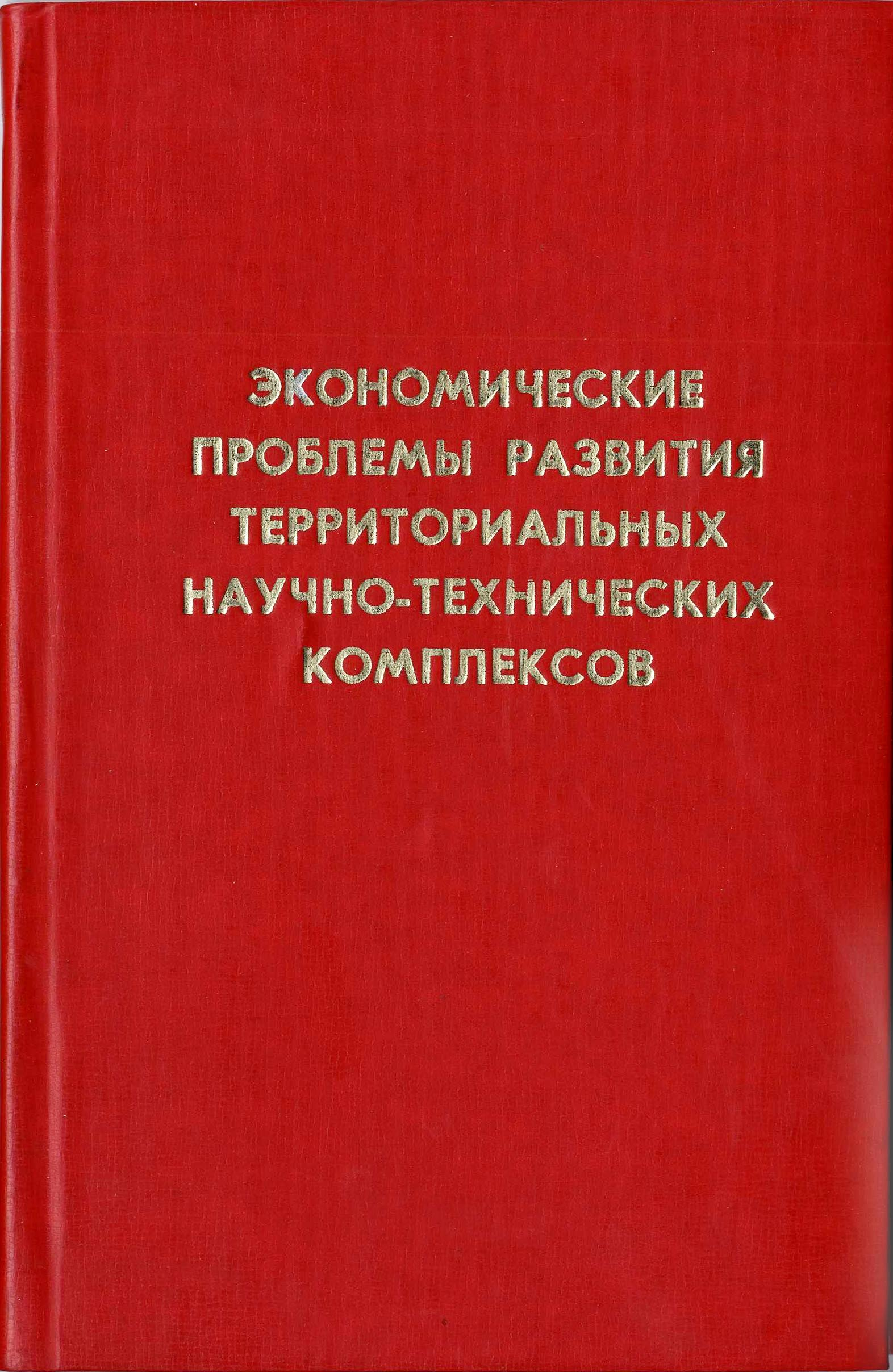
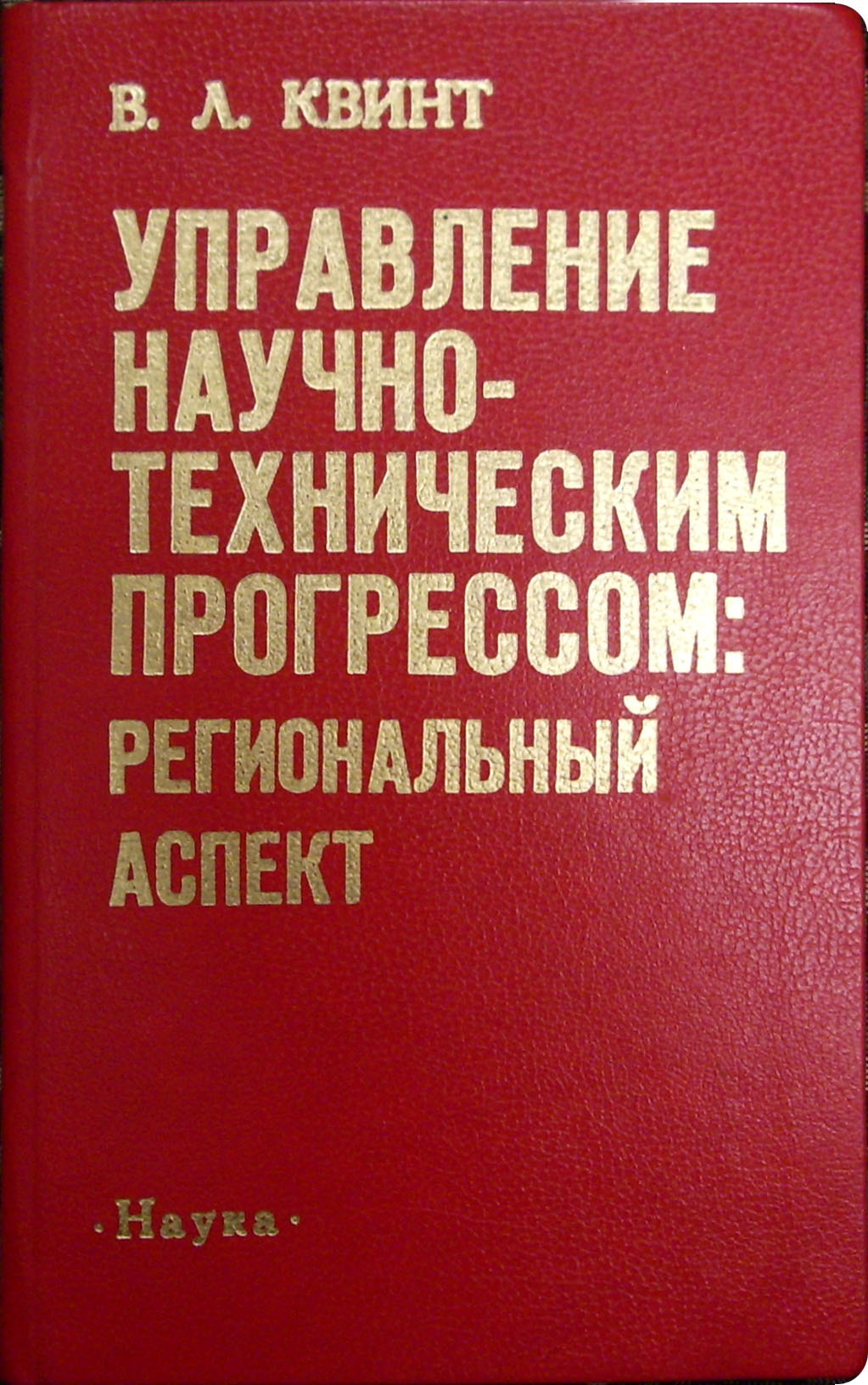
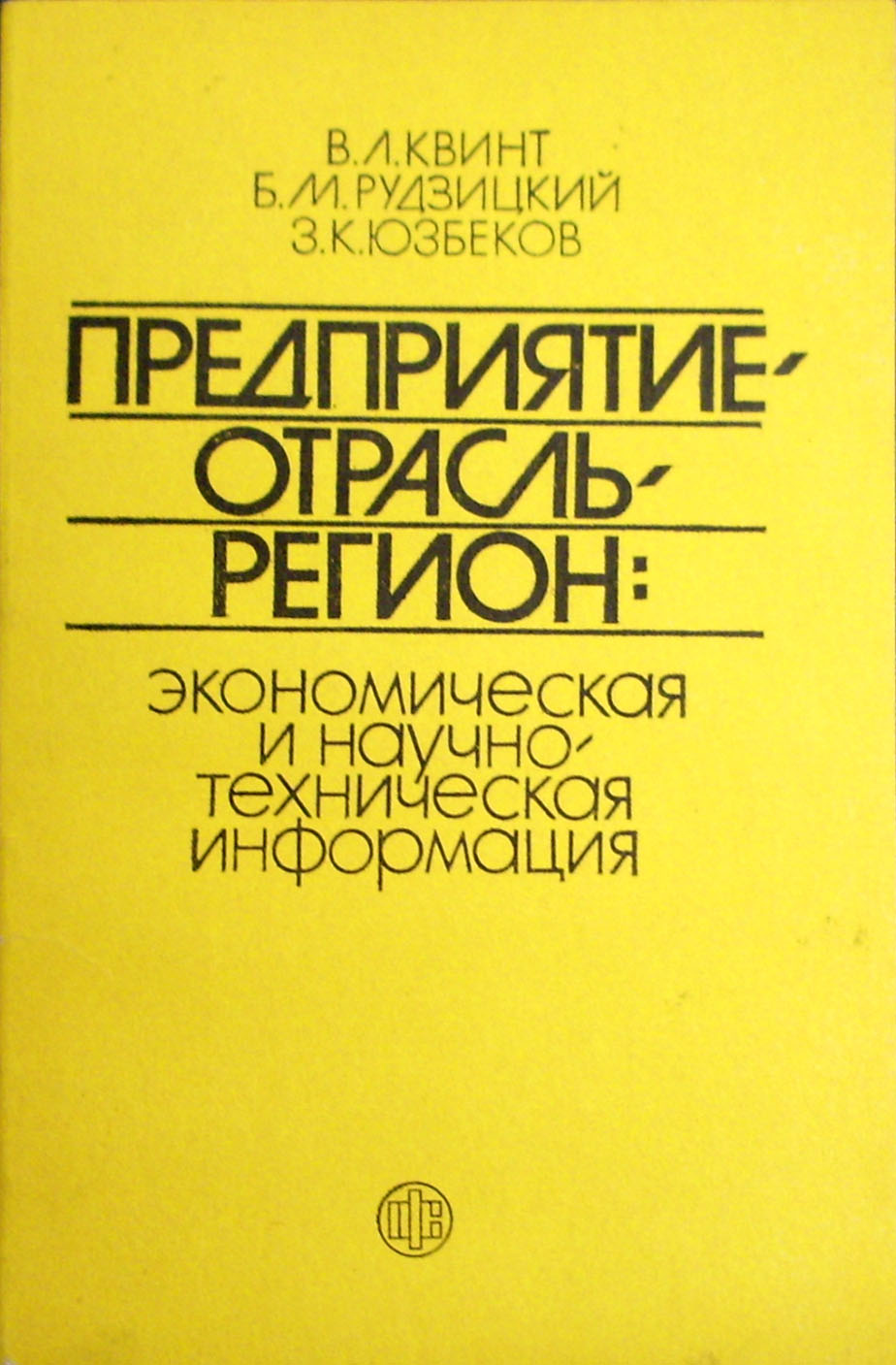
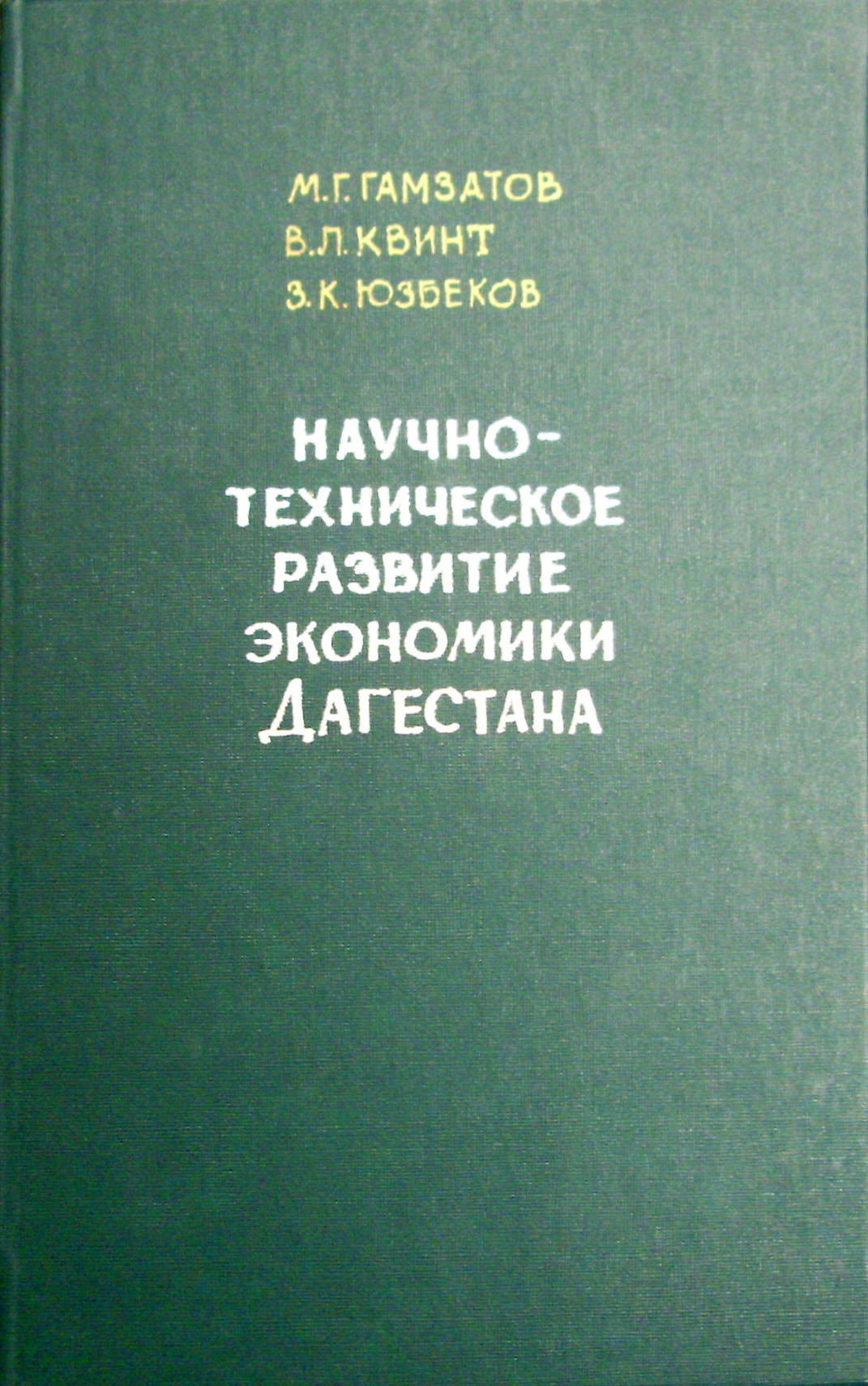
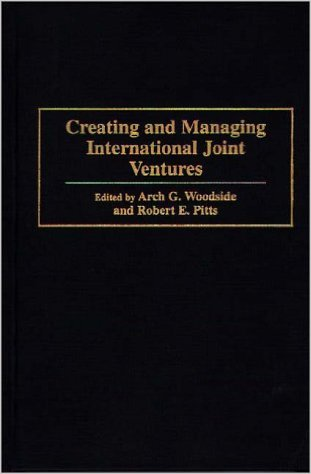
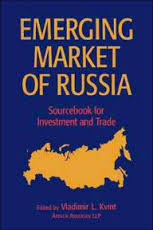

## Государственные награды Российской Федерации:
Орден Александра Невского (25 августа 2023 г. Указ Президента Российской Федерации);
Орден Почёта (13 февраля 2017 г. Указ Президента Российской Федерации);
Орден Дружбы (20 сентября 2006 г. Указ Президента Российской Федерации);
Заслуженный работник высшей школы Российской Федерации. Почётное звание (10 мая 2011 г. Указ Президента Российской Федерации).
____________
От имени Президента Российской Федерации:
Грамота Президента России с Памятной медалью «XXVII Всемирная летняя универсиада 2013 года в г. Казани» (распоряжение N 311-рп Президента Российской Федерации 16 августа 2013 г.).
Памятная медаль «300 лет Российской академии наук»(Указ Президента Российской Федерации от 5 декабря 2022 г. N 874. Распоряжение Президента Российской академии наук от 23 января 2024 г. N 10107-70 https://scientificrussia.ru/files/z/z.pdf).
_____________
Совет Федерации Федерального собрания Российской Федерации:
Почетная грамота (18 февраля 2014 г. Решение Палаты N 4321).
______________
Государственная Дума Федерального собрания Российской Федерации:
Благодарность Председателя Государственной Думы (3 апреля 2020 г. Распоряжение Председателя).

Комитет Государственной Думы по физической культуре, спорту, туризму и делам молодежи:
Почетная грамота Комитета Государственной Думы (21 февраля 2019 г. Решение Комитета).
________________
Награды субъектов Российской Федерации:

Губернатор Кемеровской области — Кузбасса:

Орден Почёта Кузбасса (14 декабря 2020 г. Постановление Губернатора Кемеровской области — Кузбасса).
Юбилейная медаль «300-летие образования Кузбасса» (12 июля 2021 г. Постановление Губернатора Кемеровской области — Кузбасса).
Медаль «За особый вклад в развитие Кемеровской области — Кузбасса III степени» (16 ноября 2022 г. Hu Постановление Губернатора Кемеровской области -Кузбасса).
Медаль Николая Масалова (Постановление Губернатора Кемеровской области — Кузбасса от 21 ноября 2023 г. N 55-пн).
Золотой нагрудный знак «Кузбасс» ( Постановление Губернатора Кемеровской области — Кузбасса от 19 февраля 2024 г.  N 9-пн).
_____
Законодательное собрание Кемеровской области — Кузбасса (Парламент Кузбасса):

Почётный знак Законодательного Собрания Кемеровской области — Кузбасса «За заслуги перед Кузбассом»(17 октября 2022 г. Постановление Законодательного собрания Кемеровской области — Кузбасса).
Юбилейный знак Законодательного Собрания Кемеровской области — Кузбасса «30 лет законодательной власти»(Председатель Законодательного Собрания Кемеровской области -Кузбасса. 21.02. 2024).

———
Правительство Санкт-Петербурга:

Знак отличия «За заслуги перед Санкт-Петербургом»(Постановление Губернатора Санкт-Петербурга от 08.02.2024 г. N- 91-пгк).
Почётная грамота Комитета по экономической политике и стратегическому планированию (Распоряжение 10 февраля 2014 г.).
Благодарность Комитета по науке и высшей школе (Приказ 20 февраля 2019 г.).
Благодарственное письмо Комитета по образованию г. Санкт-Петербурга от 27 марта 2025 г.
———
Законодательное собрание Санкт-Петербурга:

Благодарственное письмо Постоянной комиссии по образованию, культуре и науке (30 марта 2023 г.).

———
Глава Республики Дагестан:
Поощрение Главы Республики Дагестан (21 февраля 2014 г. Распоряжение Главы Республики Дагестан).
———
Мэр Москвы:
Благодарность Мэра Москвы (22 октября 2007 г. Распоряжение Мэра).
Памятный Знак Правительства Москвы в ознаменование 175 — летия Международной службы Москвы (4 сентября 2005 г.).
______________
Государственные награды Республики Узбекистан:
Орден «Дустлик» (27 августа 2021 г. Указ Президента Республики Узбекистан).
Государственная премия Республики Узбекистан в области науки и техники за научную монографию «Стратегическое лидерство Амира Тимура: комментарии к Уложению» (12 декабря 2022 г. Указ Президента Республики Узбекистан).
_______________
Государственные награды Приднестровской Молдавской Республики:

Орден Почёта (7 октября 2011 г. Указ Президента Приднестровской Молдавской Республики N 765).
Юбилейная медаль «600 лет г. Бендеры» (Решение N 591, 30. 09. 2008 г. Главы Государственной администрации г. Бендеры).
_______________
1976 г. Диплом победителя Всесоюзного конкурса «На лучшее произведение научно-популярной литературы».
1984 г. Диплом победителя Всесоюзного конкурса «На лучшее произведение научно-популярной литературы».
1985 г.   Благодарность Президиума АН СССР за разработку Генеральной схемы управления обеспечения экономики СССР нефтепродуктами. (Распоряжение Президиума АН СССР № 10105-2173 от 16 декабря 1985 г.).
1986 г. Серебряная медаль ВДНХ СССР |«За успехи в народном хозяйстве СССР». (За развитие теории региональных научно-технических программ и её внедрение в программе «Донбасс»).
1986 г. Премия имени Артема (Украина).
1992 г. Двухлетняя научной стипендия Фонда наследия Векснера (г. Нью-Йорк).
1993 г. Стипендия Университета Южной Калифорнии.
1994 г. Действительный член — академик Российской академии естественных наук (г. Москва).
1997 г. Почетный исследователь Центра международных и региональных исследований Новой Англии (Коннектикут).
1997 г. Серебряная медаль Биографического Центра Кембриджа (Англия).
2001 г. Лауреат премии им. Фулбрайта по экономике, США.
2002 г. Диплои «G.L.O.B.E.» Фордемского университета (Нью-Йорк) за профессорскую деятельность
2002 г. Золотой крест «Возрождение Болгарии»(за вклад в интернационализацию возникающих рынков Болгарии и Южной Европы).
2003 г. Звание «Почетный адвокат России» (За вклад в разработку законодательства и подзаконного регулирования по защите иностранных инвестиций, предпринимательства, экономической свободы и прав частной собственности).
2004 г. Почетная Серебряная медаль В. И. Вернадского Президиума Российской академии естественных наук за высокие научные достижения и большой вклад в развитие России (решение Президиума РАЕН N 177, 16 декабря 2004).
2004 г. Золотой диплом «Мать Тереза» за вклад в экономику Албании.
2005 г. «Человек года» в номинации «Учёный года» по версии газеты «Forward», Нью-Йорк (6-12 января 2006).
2005 г. Высший диплом Городского совета Нью-Йорка «За его выдающийся заслуги перед городом, штатом и страной».
2005 г. Почётный знак «За вклад в дело дружбы» Россотрудничества Министерства иностранных дел Российской Федерации.
2005 г. Памятный Знак Правительства Москвы «175-летие Международной службы Москвы».
2006 г. Золотая медаль имени Ф. Н. Плевако (высокая награда адвокатуры России).
2006 г. Нагрудный знак «10 лет АССОЦИАЦИИ ВУЗОВ ПРИКАСПИЯ» (20 мая 2006).
2006 г. Орден Дружбы (Указ Президента Российской Федерации, 20 сентября 2006 г.). Орден вручил в Кремле Президент В. В. Путин.
2006 г. Золотой знак «Горняк России» Высшей горной коллегией России.
2007 г. Благодарность мэра Москвы (октябрь 2007 года).
2007 г. Диплом Почётного члена Торгово-промышленной палаты Албании.
2007 г. Медаль имени В. В. Леонтьева Российской академии естественных наук (за исследования возникающих рынков).
2008 г. Медаль Петра Лесгафта (Приказ Руководителя Росспорта В. А. Фетисова, 28 февр.2008 г. «За заслуги в спортивной науке и образовании»).
2008 г. Медаль «600 лет города Бендеры» (Постановление государственной администрации города Бендеры ПМР).
2009 г. Благодарность Ректора Московского государственного университета академика В.А Садовничего.
2010 г. Золотая медаль Николая Кондратьева «За выдающийся вклад в развитие общественных наук».
2011 г. Почётное звание «Заслуженный работник высшей школы Российской Федерации» (Указ Президента Российской Федерации, 10 мая 2011 г. «За заслуги в научно-педагогической деятельности»).
2011 г. Орден Почета ПМР (Указ Президента Приднестровской Молдавской республики N 765, 7 октября 2011 г.).
2013 г. Благодарность ректора Санкт-Петербургского университета управления и экономики В.А. Гневко за большой вклад в интеграцию науки и образования.
2014 г. Почётная грамота Совета Федерации России (18 февраля 2014 г.).
2014 г. Императорская Медаль «Юбилей Всенародного Подвига» 1613 - 2013. Указ Главы Российского Императорского Дома, 21 февр. 2014 г.).
2014 г. Благодарность Ректора Московского государственного университета академика В.А Садовничего.
2014 г. Почётная грамота Комитета по экономической политике и стратегическому планированию Правительства Санкт — Петербурга, 10 февраля 2014 г.
2014 г. Медаль В. И. Вернадского Совета по изучению производительных сил (СОПС) «За вклад в науку».
2015 г. Грамота Президента России и Памятная медаль «XXVII Всемирная летняя универсиада 2013 года в г. Казани»
2017 г. Орден Почёта (Указ Президента РФ N 59, 17 февраля 2017 г.) «За заслуги в развитии экономической науки, образования и многолетнюю добросовестную работу» .
2017 г. Почётные награды нескольких университетов и организаций.
2018 г. Высшая награда Московского университета — Премия имени М. В. Ломоносова за научные работы I степени: За цикл работ «Теория стратегии и методология стратегирования» (Решение Ученого совета МГУ, 27.12. 2018 г.).
2019 г. Благодарность Ректора Московского государственного университета академика В.А Садовничего.
2019 г. Орден Святой Анны второй степени (ГРАМОТА N 4/АП-2019; Указ Главы Российского Императорского Дома от 3/16 февраля 2019 г.).
2019 г. Благодарность Комитета по науке и высшей школе Правительства Санкт — Петербурга. Приказ председателя комитета N 44-к от 20.02. 2019.
2019 г. Золотой памятный знак Национального исследовательского технологического университета «МИСиС».
2019 г. Лауреат Всероссийской Общественной премии «Экономическая книга года» за книгу «Концепция стратегирования» (11.11. 2019 г.).
2020 г. Благодарность Председателя Государственной думы Федерального собрания Российской Федерации(Распоряжение N 72лс Председателя Государственной Думы от 3 апреля 2020 г.).
2020 г. 1-е место в конкурсе «Лучшая монография 2020 года» в номинации «Социально-экономические науки». Авторский коллектив монографии «Стратегирование человеческого потенциала Кузбасса». Под научной редакцией В. Л. Квинта. Приказ Министерства образования и науки Кузбасса от 9 декабря 2020 г.).
2020 г. Орден Почёта Кузбасса (Постановление Губернатора Кемеровской области — Кузбасса от 14 дек. 2020 г.).
2021 г. Благодарность Главы города Новокузнецка (26 февраля 2021 г.)
2021 г. Юбилейная медаль «300-летие образования Кузбасса» (Постановление Губернатора Кемеровской области — Кузбасса от 12 июля 2021 г.).
2021 г. Орден «Дустлик» (Указ Президента Республики Узбекистан, 27 августа 2021 г.).
2021 г. ГРАН-ПРИ Областного конкурса Кемеровской области — Кузбасса «Лучшая монография-2021».
2022 г. Победитель грантового конкурса Благотворительного фонда Владимира Потанина для преподавателей магистерских программ.
2022 г. Почётный знак Законодательного Собрания Кемеровской области — Кузбасса «За заслуги перед Кузбассом».
2022 г. Диплом лауреата Всероссийской Общественной премии «Экономическая книга года −2022» в номинации «Монографии. Экономические фундаментальные и прикладные исследования» за монографию «Стратегия Кузбасса» (в 9 томах). Под научной редакции В. Л. Квинта" (Утверждено на заседании жюри 31 октября 2022 г., вручение 11.11. 2022 г.).
2022 г. Знак «За сотрудничество» Петербургского метрополитена. За вклад в формирование методологического подхода к стратегическому управлению в ГУП «Петербургский метрополитен» и методики стратегирования. (Приказ Начальника метрополитена от 11.11.2022).
2022 г. Благодарность Ректора Московского государственного университета В. А. Садовничего (6.12.2022).
2022 г. Медаль "За особый вклад в развитие Кузбасса"III степени (Постановление Губернатора Кемеровской области — Кузбасса,16 ноября 2022г.).
2022 г. Памятный знак «За трудолюбие и талант» Администрации города Кемерово. (решение главы города Кемерово. 23.11. 2022 года).
2022 г. Знак «За успешное сотрудничество и содействие» Колледжа метрополитена и железнодорожного транспорта" Санкт-Петербурга (приказ директора 23.11. 2022 г.).
2022 г. Государственная премия Республики Узбекистан в области науки и техники за научную монографию «Стратегическое лидерство Амира Тимура: комментарии к Уложению» (12 декабря 2022 г. Указ Президента Республики Узбекистан).
2023 г. Благодарственное письмо Постоянной комиссии по образованию, культуре и науке Законодательного собрания Санкт-Петербурга (30 марта 2023 г.).
2023 г. Орден Александра Невского (Указ Президента Российской Федерации N 643, 25 августа 2023 г.) «За заслуги в научно-педагогической деятельности, подготовке квалифицированных специалистов и многолетнюю добросовестную работу».
2023 г. Медаль Николая Масалова (Постановление Губернатора Кемеровской области — Кузбасса от 21 ноября 2023 г. N 55-пн).
2023 г. Императорский Орден Святого Равноапостольного Князя Владимира третьей степени(10/23 декабря 2023 г. Грамота N 12/ВIII-2023 Главы Российского Императорского Дома).
2023 г. Медаль «За труды воздаяние. 250 лет ВЭО России» (решение Президиума Вольного экономического общества России (протокол от 21.12.2023 г.) за особый вклад в деятельность Вольного экономического общества России, активную социально значимую деятельность, направленную на развитие и процветание Российской Федерации, развитие институтов гражданского общества страны.
2024 г. Памятная медаль «300 лет Российской академии наук»(Указ Президента Российской Федерации от 5 декабря 2022 г. N 874. Распоряжение Президента Российской академии наук от 23 января 2024 г. N 10107-70 https://scientificrussia.ru/files/z/z.pdf).
2024 г. Нагрудный знак «Горняцкая Слава» I степени (приказ N 77- K Генерального директора Навоийского горно-металлургического комбината от 6 февраля 2024 г. Удостоверение N 312.). Республика Узбекистан.
2024 г. Благодарность Ректора Московского государственного университета В. А. Садовничего (7.02.2024 г. Приказ N 125).
2024 г. Знак отличия «За заслуги перед Санкт-Петербургом»(Постановление Губернатора Санкт-Петербурга от 08.02.2024 г. N- 91-пгк).
2024 г. Благодарность и золотой Памятный знак Национального исследовательского технологического университета «МИСИС». (Приказ ректора МИСИС от 12 февраля 2024 г. N 466л. Удостоверение N 128-7-3 / 23).
2024 г. Золотой нагрудный знак «Кузбасс» ( Постановление Губернатора Кемеровской области — Кузбасса от 19 февраля 2024 г. N 9-пн).
2024 г. Юбилейный знак Законодательного Собрания Кемеровской области — Кузбасса «30 лет законодательной власти»(Председатель Законодательного Собрания Кемеровской области -Кузбасса. 21.02. 2024 г.).
2024 г. Почетный профессор Навоийского государственного горно—технологического университета (Решение Учёного Совета N 11 от 31 мая 2024 г. Республика Узбекистан).
2025 г. Медаль Гильдии российских адвокатов «За заслуги». Постановление Президиума Гильдии российских адвокатов N 2 от 21 февраля 2025 г.
2025 г. Почетный знак Законодательного собрания Кемеровской области - Кузбасса «За доблестный труд». Вручен 13 марта 2025 г.
2025 г. Медаль Бориса Волынова. Решение Прокопьевского городского Совета народных депутатов от 20 марта 2025 г. N 152.
2025 г. Благодарственное письмо Комитета по образованию г. Санкт-Петербурга от 27  марта 2025 г.
Владимир Квинт удостоен почетных степеней доктора и почетных званий профессора в 14 университетах 9 стран мира.*.

### Почётные степени и звания
В. Л. Квинту была присвоена степень почётного доктора:
- Университет Бриджпорта, (США), 18 мая 1997 г.
- Северо-Западная Академия государственной службы при Президенте Российской Федерации, 4 февраля 2004 г.
- Университет «Исмаил Кемали» (Влёра), (Албания), 20 июня  2004 г.
- Донецкий национальный технический университет (Украина), 12 марта 2007 г.
- Приморский университет (Словения), 20 июля 2017 г.
- Ташкентский государственный экономический университет, (Узбекистан), 31 октября 2018 г.
- Санкт-Петербургский горный университет, (Россия), 12 февраля 2019 г.

Удостоен звания почётного профессора экономики:
- Атыраусский Институт нефти и газа (Казахстан), 2006 г.
- Санкт-Петербургский университет технологий управления и экономики (СПбУУЭ), (Россия), 2006 г.
- Академия государственного управления при Президенте Кыргызской Республики (Кыргызстан), 4 ноября 2013 г.
- Навоийский государственный горно - технологический университет (Республика Узбекистан), 31 мая 2024 г.

Удостоен званий:
- Почетный приглашённый профессор Бэбсон Колледжа (США), 1991 г.
- Почётный исследователь Ново-Английского центра международных и региональных исследований (США), 8 марта1997 г.
- Лауреат премии имени Фулбрайта по экономике, (США), 2001 г.[4].
- Избран иностранным членом Российской академии наук, 25.5. 2006 г.
- Избран членом Всемирной академии искусств и наук (WAAS—The World Academy of Art and Science), (США), 2010 г.
- Заслуженный работник высшей школы Российской Федерации, 2011 г.
- Лауреат высшей награды Московского государственного университета — Премии имени М. В. Ломоносова за научные работы I степени: За цикл работ «Теория стратегии и методология стратегирования», 2018 г.
- Почётный приглашённый профессор стратегии Школы экономики Шанхайского университета (Китай), 2019 г.
- Лауреат Государственной премии Республики Узбекистан в области науки и техники за научную монографию «Стратегическое лидерство Амира Тимура: комментарии к Уложению» (12 декабря 2022 г. Указ Президента Республики Узбекистан), 2022 г.